# Kling Klang Studio
Kling Klang Studio (también escrito como Klingklang y denominado habitualmente como Kling Klang) es el estudio de grabación privado del grupo de música electrónica alemán Kraftwerk. El nombre, una onomatopeya que en español podría traducirse como Ding Dong, proviene de la primera canción del segundo álbum de la banda Kraftwerk 2. El estudio original, fundado en 1970, se ubicaba en el número 16 de Mintropstraße en Düsseldorf, cerca de la estación central de la ciudad. A mediados de 2009 fue trasladado a la localidad de Meerbusch-Osterath, diez kilómetros al oeste de Düsseldorf. El nombre King Klang también hace referencia al sello a través del cual Kraftwerk publica su material discográfico, y Kling Klang Konsumprodukt a la web en la que venden todo el merchandising relacionado con la banda.